# Erik Heijblok
Erik Heijblok (Den Oever, 29 giugno 1977) è un allenatore di calcio ed ex calciatore olandese, di ruolo portiere, preparatore dei portieri dell’Ajax.

## Palmarès

### Club

#### Competizioni nazionali
- Coppa dei Paesi Bassi: 1 : 1

AZ Alkmaar: 2012-2013